# Vijayawada
Vijayawada är en av de största städerna i den indiska delstaten Andhra Pradesh. Den ligger vid Krishnafloden i distriktet Krishna, omkring 275 kilometer öster om Hyderabad. Folkmängden uppgick till cirka 1,1 miljoner invånare vid folkräkningen 2011. Storstadsområdet beräknades ha cirka 1,9 miljoner invånare 2018.
Staden är en viktig järnvägsknut längs järnvägen Chennai-Calcutta. Stadens universitet grundades 1926. Ett äldre namn på staden är Bezawada.